# Alysson verhoeffi
Alysson verhoeffi  (лат.) — вид песочных ос из подсемейства Bembicinae (триба Alyssontini). Китай (Heilongjiang). 
Мелкие осы (6-7 мм). Апикальный зубец клипеуса округлённый. Первый членик жгутика усика примерно в 2 раза длиннее своей ширины у вершины. Буровато-чёрные с двумя светлыми пятнами на втором тергите брюшка. Жгутик усиков самок 11-члениковый, а у самцов 12-члениковый. Гнездятся в земле. Ловят мелких цикадок.